# Berlou
Berlou [bɛʁ.lu] (en occitan Berlon [bɛr.'lu]) est une commune française située dans l'ouest du département de l'Hérault, en région Occitanie. Elle se situe dans le canton de Saint-Pons-de-Thomières.
Exposée à un climat méditerranéen, elle est drainée par le Rieuberlou et par divers autres petits cours d'eau. Incluse dans le parc naturel régional du Haut-Languedoc, la commune possède un patrimoine naturel remarquable composé d'une zone naturelle d'intérêt écologique, faunistique et floristique.
Berlou est une commune rurale qui compte 222 habitants en 2022.  Ses habitants sont appelés les Berlounais et Berlounaises.

## Géographie

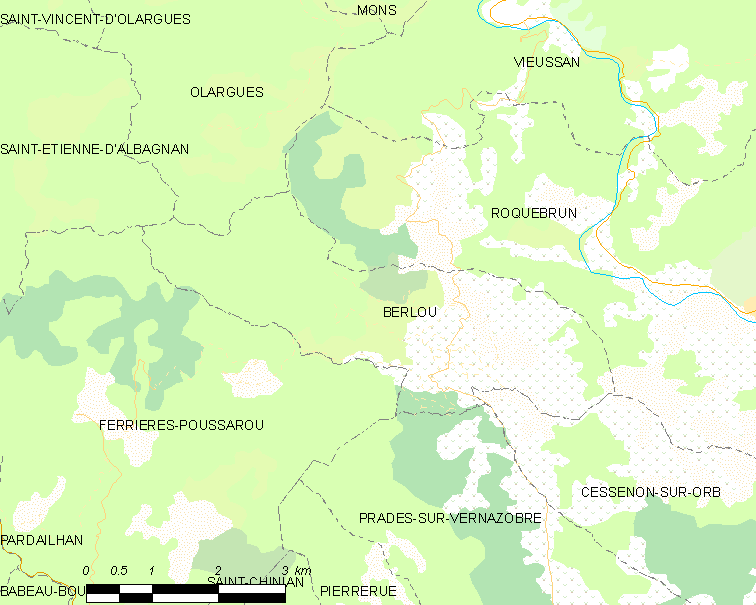
Carte

### Communes limitrophes
| Saint-Étienne-d'Albagnan | Olargues              |                  |
| Ferrières-Poussarou      | Berlou                | Roquebrun        |
|                          | Prades-sur-Vernazobre | Cessenon-sur-Orb |

Berlou tire son nom du ruisseau le Rieuberlou, lequel tire ses origines de Berula, mot d'origine gauloise qui signifie cresson de fontaine ou lentille d'eau. Rien à voir donc avec les loups, qui sévissaient dans la région jusqu'au milieu du XIXe siècle, depuis l'ancienne forêt royale des Albières.
Berlou est composée de cinq hameaux, dont trois sur la rive gauche : Berlou, le bourg central, le Burguet où se trouve l'église et la Mausse. Sur la rive droite se trouvent Labadié et Labartharié.
Au Moyen Âge, Berlou appartenait à la châtellerie de Cessenon-sur-Orb. Elle s'étendait du château de Mus, près de Murviel, jusqu'à Fraïsse-sur-Agoût et couvrait 30 000 hectares.
Sur cet immense territoire, trois grandes forêts sont citées, dont la forêt royale des Albières qui abritait un château dès 1116.
Au XIVe siècle, Berlou était une paroisse annexe du prieuré de Saint-Julien-d'Olargues, au diocèse de Saint-Pons. Or, cette paroisse comprend jusqu'en 1802 Berlou, La Mausse, Labadié et Labartharié, mais également le hameau du Burguet, le plus proche de l'église, dont la chapelle était attenante à l'église mais dépendait de la paroisse de Roquebrun et donc du diocèse de Béziers.

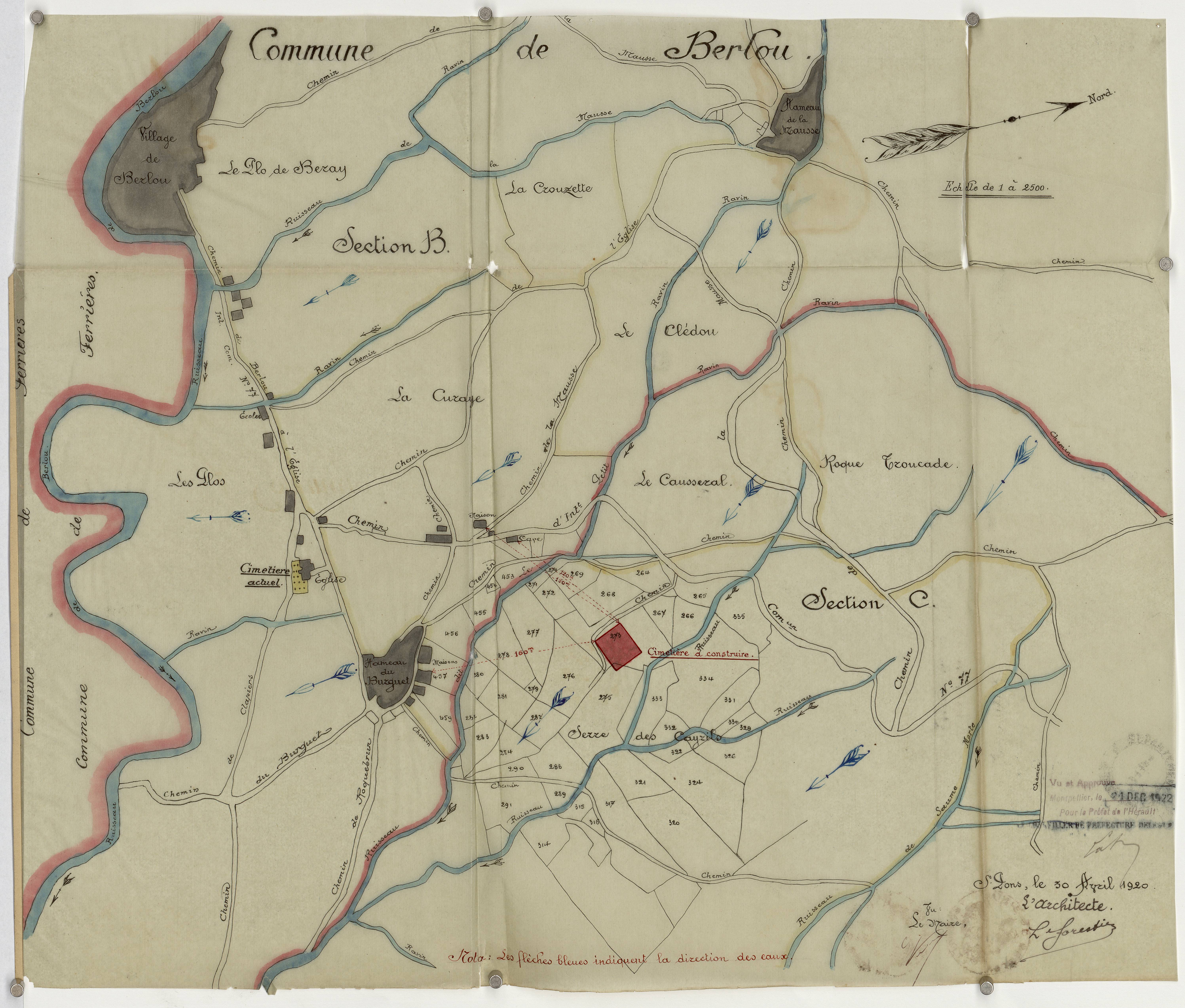
Plan du territoire de la commune (1920).

### Climat
Pour des articles plus généraux, voir Climat de l'Occitanie et Climat de l'Hérault.
En 2010, le climat de la commune est de type climat méditerranéen franc, selon une étude s'appuyant sur une série de données couvrant la période 1971-2000. En 2020, Météo-France publie une typologie des climats de la France métropolitaine dans laquelle la commune est exposée à un climat méditerranéen et est dans la région climatique  Provence, Languedoc-Roussillon, caractérisée par une pluviométrie faible en été, un très bon ensoleillement (2 600 h/an), un été chaud (21,5 °C), un air très sec en été, sec en toutes saisons, des vents forts (fréquence de 40 à 50 % de vents > 5 m/s) et peu de brouillards.
Pour la période 1971-2000, la température annuelle moyenne est de 13,8 °C, avec une amplitude thermique annuelle de 15,7 °C. Le cumul annuel moyen de précipitations est de 1 000 mm, avec 7,8 jours de précipitations en janvier et 2,9 jours en juillet. Pour la période 1991-2020, la température moyenne annuelle observée sur la station météorologique installée sur la commune est de 15,4 °C et le cumul annuel moyen de précipitations est de 892,1 mm,. Pour l'avenir, les paramètres climatiques de la commune estimés pour 2050 selon différents scénarios d'émission de gaz à effet de serre sont consultables sur un site dédié publié par Météo-France en novembre 2022.
| Mois                                  | jan.            | fév.          | mars          | avril         | mai           | juin          | jui.        | août          | sep.           | oct.          | nov.            | déc.            | année     |
| ------------------------------------- | --------------- | ------------- | ------------- | ------------- | ------------- | ------------- | ----------- | ------------- | -------------- | ------------- | --------------- | --------------- | --------- |
| Température minimale moyenne (°C)     | 4,6             | 4,4           | 6,8           | 8,9           | 12,3          | 15,9          | 18,5        | 18,2          | 14,8           | 12            | 7,9             | 5,3             | 10,8      |
| Température moyenne (°C)              | 8,1             | 8,4           | 11,3          | 13,6          | 17,2          | 21,4          | 24,1        | 24            | 20             | 16,1          | 11,5            | 8,7             | 15,4      |
| Température maximale moyenne (°C)     | 11,6            | 12,3          | 15,7          | 18,3          | 22,2          | 26,9          | 29,8        | 29,7          | 25,2           | 20,1          | 15              | 12,2            | 19,9      |
| Record de froid (°C) date du record   | −6,5 04.01.1993 | −8,1 27.02.18 | −5,7 02.03.05 | −0,6 08.04.21 | 3,5 01.05.04  | 8 12.06.19    | 10 21.07.01 | 11 30.08.1998 | 5,5 29.09.1993 | 0,4 30.10.12  | −5,6 22.11.1998 | −5,4 30.12.1996 | −8,1 2018 |
| Record de chaleur (°C) date du record | 21 10.01.15     | 24,5 23.02.20 | 28,5 17.03.14 | 32 08.04.11   | 35,9 29.05.01 | 42,1 28.06.19 | 39 17.07.22 | 40,9 12.08.03 | 36,5 03.09.16  | 32,4 03.10.11 | 25,4 15.11.15   | 20,9 25.12.19   | 42,1 2019 |
| Précipitations (mm)                   | 78              | 69,7          | 70,8          | 79            | 72,4          | 38,7          | 21,6        | 51            | 81,7           | 137,9         | 104,4           | 86,9            | 892,1     |

### Milieux naturels et biodiversité

#### Espaces protégés
La protection réglementaire est le mode d’intervention le plus fort pour préserver des espaces naturels remarquables et leur biodiversité associée,.
Un  espace protégé est présent sur la commune : 
le parc naturel régional du Haut-Languedoc, créé en 1973 et d'une superficie de 307 184 ha, qui s'étend sur 118 communes et deux départements. Implanté de part et d’autre de la ligne de partage des eaux entre Océan Atlantique et Mer Méditerranée, ce territoire est un véritable balcon dominant les plaines viticoles du Languedoc et les étendues céréalières du Lauragais,.

#### Zones naturelles d'intérêt écologique, faunistique et floristique

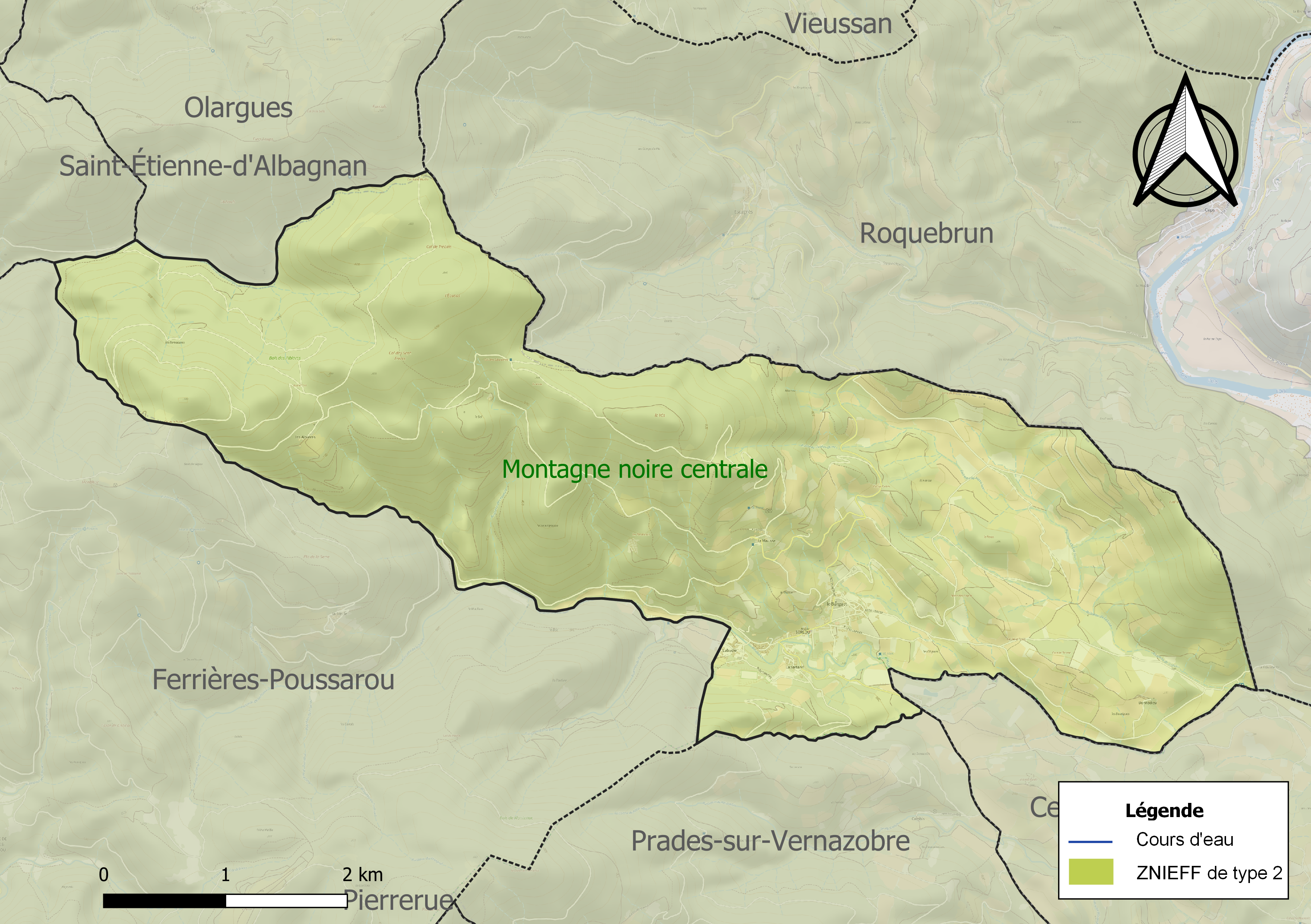
Carte de la ZNIEFF de type 2 localisée sur la commune.

L’inventaire des zones naturelles d'intérêt écologique, faunistique et floristique (ZNIEFF) a pour objectif de réaliser une couverture des zones les plus intéressantes sur le plan écologique, essentiellement dans la perspective d’améliorer la connaissance du patrimoine naturel national et de fournir aux différents décideurs un outil d’aide à la prise en compte de l’environnement dans l’aménagement du territoire.
Une ZNIEFF de type 2 est recensée sur la commune :
la « montagne noire centrale » (34 724 ha), couvrant 27 communes du département.

## Urbanisme

### Typologie
Au 1er janvier 2024, Berlou est catégorisée commune rurale à habitat dispersé, selon la nouvelle grille communale de densité à sept niveaux définie par l'Insee en 2022.
Elle est située hors unité urbaine et hors attraction des villes,.

### Occupation des sols
L'occupation des sols de la commune, telle qu'elle ressort de la base de données européenne d’occupation biophysique des sols Corine Land Cover (CLC), est marquée par l'importance des forêts et milieux semi-naturels (60,4 % en 2018), une proportion identique à celle de 1990 (60,4 %). La répartition détaillée en 2018 est la suivante : 
forêts (51 %), cultures permanentes (28,1 %), milieux à végétation arbustive et/ou herbacée (9,4 %), zones agricoles hétérogènes (8,5 %), zones urbanisées (3 %). L'évolution de l’occupation des sols de la commune et de ses infrastructures peut être observée sur les différentes représentations cartographiques du territoire : la carte de Cassini (XVIIIe siècle), la carte d'état-major (1820-1866) et les cartes ou photos aériennes de l'IGN pour la période actuelle (1950 à aujourd'hui).

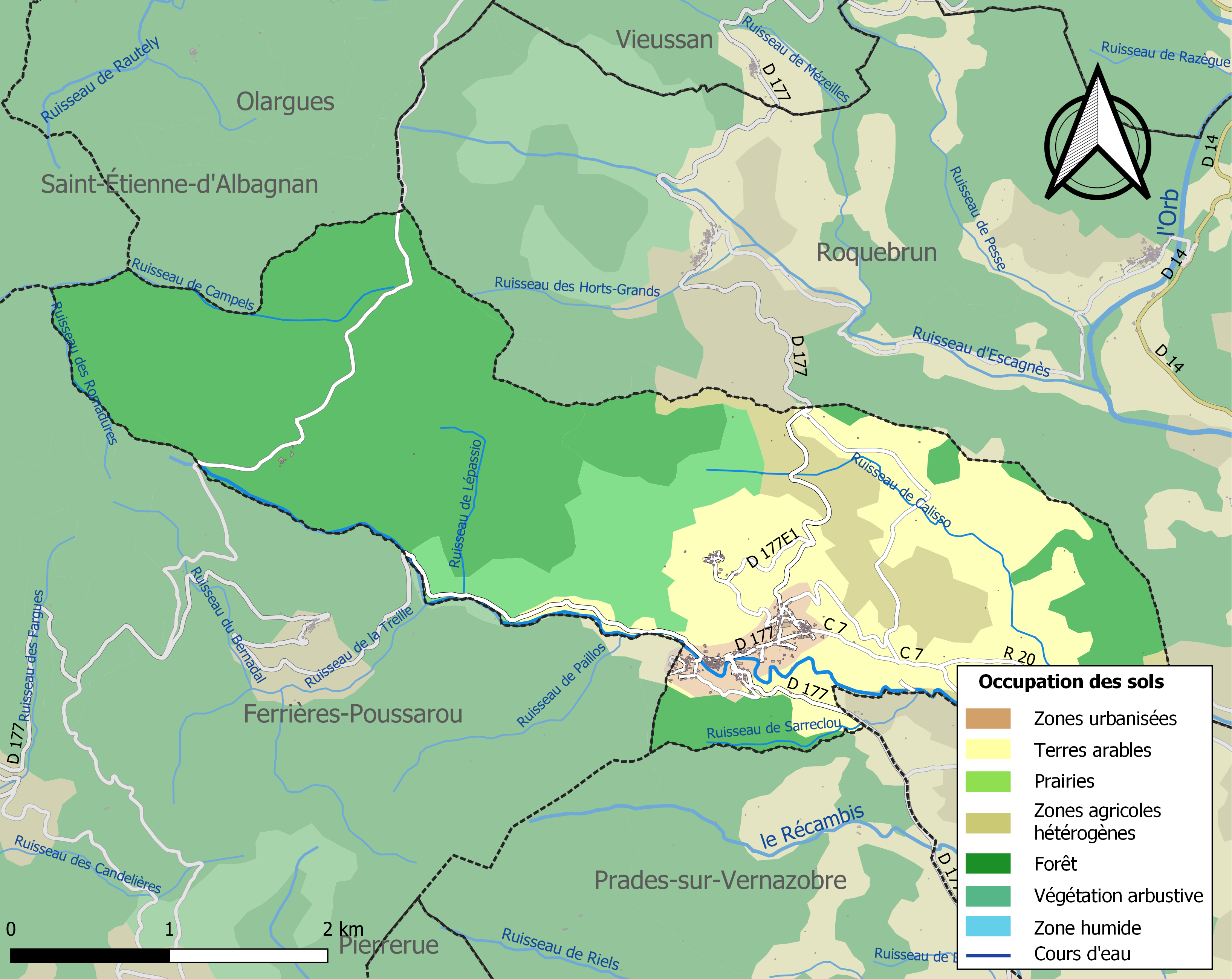
Carte des infrastructures et de l'occupation des sols de la commune en 2018 (CLC).

### Risques majeurs
Le territoire de la commune de Berlou est vulnérable à différents aléas naturels : météorologiques (tempête, orage, neige, grand froid, canicule ou sécheresse), inondations, feux de forêts, mouvements de terrains et séisme (sismicité très faible). Il est également exposé à un risque particulier : le risque de radon. Un site publié par le BRGM permet d'évaluer simplement et rapidement les risques d'un bien localisé soit par son adresse soit par le numéro de sa parcelle.

#### Risques naturels
Certaines parties du territoire communal sont susceptibles d’être affectées par le risque d’inondation par débordement de cours d'eau, notamment le Rieuberlou. La commune a été reconnue en état de catastrophe naturelle au titre des dommages causés par les inondations et coulées de boue survenues en 1982, 1987, 1992, 1995, 1996 et 1997,.
Berlou est exposée au risque de feu de forêt. Un plan départemental de protection des forêts contre les incendies (PDPFCI) a été approuvé en juin 2013 et court jusqu'en 2022, où il doit être renouvelé. Les mesures individuelles de prévention contre les incendies sont précisées par deux arrêtés préfectoraux et s’appliquent dans les zones exposées aux incendies de forêt et à moins de 200 mètres de celles-ci. L’arrêté du 25 avril 2002 réglemente l'emploi du feu en interdisant notamment d’apporter du feu, de fumer et de jeter des mégots de cigarette dans les espaces sensibles et sur les voies qui les traversent sous peine de sanctions. L'arrêté du 11 mars 2013 rend le débroussaillement obligatoire, incombant au propriétaire ou ayant droit,.

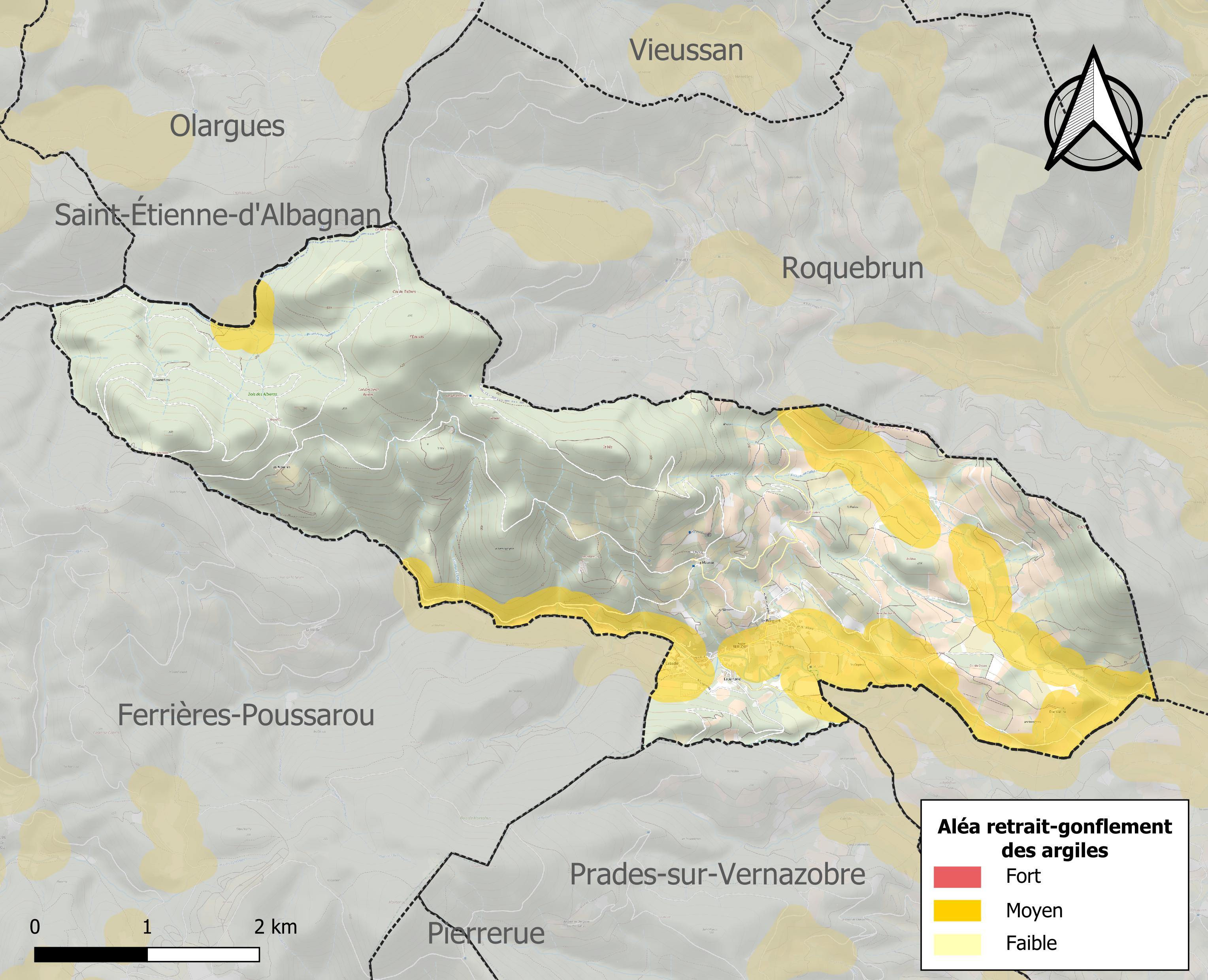
Carte des zones d'aléa retrait-gonflement des sols argileux de Berlou.

La commune est vulnérable au risque de mouvements de terrains constitué principalement du retrait-gonflement des sols argileux. Cet aléa est susceptible d'engendrer des dommages importants aux bâtiments en cas d’alternance de périodes de sécheresse et de pluie. 19,6 % de la superficie communale est en aléa moyen ou fort (59,3 % au niveau départemental et 48,5 % au niveau national). Sur les 165 bâtiments dénombrés sur la commune en 2019, 119 sont en aléa moyen ou fort, soit 72 %, à comparer aux 85 % au niveau départemental et 54 % au niveau national. Une cartographie de l'exposition du territoire national au retrait gonflement des sols argileux est disponible sur le site du BRGM,.
Par ailleurs, afin de mieux appréhender le risque d’affaissement de terrain, l'inventaire national des cavités souterraines permet de localiser celles situées sur la commune.

#### Risque particulier
Dans plusieurs parties du territoire national, le radon, accumulé dans certains logements ou autres locaux, peut constituer une source significative d’exposition de la population aux rayonnements ionisants. Certaines communes du département sont concernées par le risque radon à un niveau plus ou moins élevé. Selon la classification de 2018, la commune de Berlou est classée en zone 2, à savoir zone à potentiel radon faible mais sur lesquelles des facteurs géologiques particuliers peuvent faciliter le transfert du radon vers les bâtiments.

## Politique et administration
| Période   | Période                   | Identité          | Étiquette | Qualité                                         |
| --------- | ------------------------- | ----------------- | --------- | ----------------------------------------------- |
| 1947      | 1973                      | Maurice Affre     |           |                                                 |
| 1973      | 1989                      | Georges Darde     |           |                                                 |
| 1989      | mars 2001                 | Gérard Lautier    |           |                                                 |
| mars 2001 | mars 2014                 | Denis Calmette    |           |                                                 |
| mars 2014 | mars 2020                 | Jacques Fernandez | SE        | Retraité de la fonction publique (enseignement) |
| mars 2020 | En cours (au 25 mai 2020) | Christian Lignon, | SE        | Ancien cadre et viticulteur,                    |

## Démographie
L'évolution du nombre d'habitants est connue à travers les recensements de la population effectués dans la commune depuis 1793. Pour les communes de moins de 10 000 habitants, une enquête de recensement portant sur toute la population est réalisée tous les cinq ans, les populations de référence des années intermédiaires étant quant à elles estimées par interpolation ou extrapolation. Pour la commune, le premier recensement exhaustif entrant dans le cadre du nouveau dispositif a été réalisé en 2004.

En 2022, la commune comptait 222 habitants, en évolution de +11,56 % par rapport à 2016 (Hérault : +7,49 %, France hors Mayotte : +2,11 %).
| 1793 | 1800 | 1806 | 1821 | 1831 | 1836 | 1841 | 1846 | 1851 |
| ---- | ---- | ---- | ---- | ---- | ---- | ---- | ---- | ---- |
| 240  | 211  | 313  | 321  | 367  | 370  | 383  | 402  | 410  |

| 1856 | 1861 | 1866 | 1872 | 1876 | 1881 | 1886 | 1891 | 1896 |
| ---- | ---- | ---- | ---- | ---- | ---- | ---- | ---- | ---- |
| 394  | 390  | 362  | 362  | 362  | 341  | 316  | 301  | 286  |

| 1901 | 1906 | 1911 | 1921 | 1926 | 1931 | 1936 | 1946 | 1954 |
| ---- | ---- | ---- | ---- | ---- | ---- | ---- | ---- | ---- |
| 292  | 327  | 317  | 300  | 300  | 315  | 292  | 247  | 249  |

| 1962 | 1968 | 1975 | 1982 | 1990 | 1999 | 2004 | 2006 | 2009 |
| ---- | ---- | ---- | ---- | ---- | ---- | ---- | ---- | ---- |
| 290  | 267  | 228  | 203  | 193  | 184  | 185  | 186  | 189  |

| 2014 | 2019 | 2022 | - | - | - | - | - | - |
| ---- | ---- | ---- | - | - | - | - | - | - |
| 201  | 211  | 222  | - | - | - | - | - | - |

## Économie

### Revenus
En 2018, la commune compte 87 ménages fiscaux, regroupant 189 personnes. La médiane du revenu disponible par unité de consommation est de 17 670 € (20 330 € dans le département).

### Emploi
|                | 2008   | 2013   | 2018 |
| -------------- | ------ | ------ | ---- |
| Commune        | 5,3 %  | 12,8 % | 12 % |
| Département    | 10,1 % | 11,9 % | 12 % |
| France entière | 8,3 %  | 10 %   | 10 % |

En 2018, la population âgée de 15 à 64 ans s'élève à 106 personnes, parmi lesquelles on compte 78,7 % d'actifs (66,7 % ayant un emploi et 12 % de chômeurs) et 21,3 % d'inactifs,. En  2018, le taux de chômage communal (au sens du recensement) des 15-64 ans est supérieur à celui du département et de la France, alors qu'en 2008 la situation était inverse.
La commune est hors attraction des villes,. Elle compte 47 emplois en 2018, contre 37 en 2013 et 53 en 2008. Le nombre d'actifs ayant un emploi résidant dans la commune est de 74, soit un indicateur de concentration d'emploi de 64,3 % et un taux d'activité parmi les 15 ans ou plus de 48,9 %.
Sur ces 74 actifs de 15 ans ou plus ayant un emploi, 27 travaillent dans la commune, soit 37 % des habitants. Pour se rendre au travail, 82,7 % des habitants utilisent un véhicule personnel ou de fonction à quatre roues, 1,3 % les transports en commun, 9,3 % s'y rendent en deux-roues, à vélo ou à pied et 6,7 % n'ont pas besoin de transport (travail au domicile).

### Activités hors agriculture
17 établissements sont implantés  à Berlou au 31 décembre 2019.
Le secteur de la construction est prépondérant sur la commune puisqu'il représente 35,3 % du nombre total d'établissements de la commune (6 sur les 17 entreprises implantées  à Berlou), contre 14,1 % au niveau départemental.

### Agriculture
La commune est dans le « Soubergues », une petite région agricole occupant le nord-est du département de l'Hérault. En 2020, l'orientation technico-économique de l'agriculture  sur la commune est la viticulture.
|               | 1988 | 2000 | 2010 | 2020 |
| ------------- | ---- | ---- | ---- | ---- |
| Exploitations | 63   | 33   | 20   | 19   |
| SAU (ha)      | 479  | 455  | 311  | 211  |

Le nombre d'exploitations agricoles en activité et ayant leur siège dans la commune est passé de 63 lors du recensement agricole de 1988  à 33 en 2000 puis à 20 en 2010 et enfin à 19 en 2020, soit une baisse de 70 % en 32 ans. Le même mouvement est observé à l'échelle du département qui a perdu pendant cette période 67 % de ses exploitations,. La surface agricole utilisée sur la commune a également diminué, passant de 479 ha en 1988 à 211 ha en 2020. Parallèlement la surface agricole utilisée moyenne par exploitation a augmenté, passant de 8 à 11 ha.

## Culture locale et patrimoine
La collection de trilobites et fossiles de « La Maison du Cambrien » qui accueille chaque année de 600 à 800 visiteurs.
- Église Saint-Michel de Berlou.

### Héraldique
| Armes de Berlou | Les armes de Berlou se blasonnent ainsi : d'argent à un loup ravissant de sable tenant de sa patte senestre une grappe de raison de gueules adextré d'un chêne arraché fruité de sinople, le tout soutenu d'une fasce abaissée ondée du même. |

### Fonds d'archives
- Fonds : Archives communales de Berlou (1608-1920) [1,35 ml].  Cote : 30 EDT. Montpellier : Archives départementales de l'Hérault (présentation en ligne).